# Charlotte Checkers (ECHL)
Die Charlotte Checkers waren ein US-amerikanisches Eishockeyteam aus Charlotte, North Carolina, das von 1993 bis 2010 der ECHL angehörte. Seit der Saison 2010/11 spielt ein gleichnamiges Team in der American Hockey League.

## Geschichte
Das Team wurde 1993 gegründet und spielte bis 2005 in der Cricket Arena und anschließend in der Time Warner Cable Arena, wo auch der Zuschauerrekord erreicht wurde. Am 10. Februar 2007 verfolgten 11.237 Zuschauer das Heimspiel gegen die Texas Wildcatters.
Auch wenn sich das Team erst 1993 gegründet hat, gab es im Jahr 1956 schon einmal Eishockey in Charlotte. Die Baltimore Clippers mussten sich nach einem Brand in ihrer Arena eine neue Spielstätte suchen und fanden diese in North Carolina. Die Spiele wurden im Charlotte Coliseum (heute die Cricket Arena) für den Rest der Saison ausgetragen. Nach der Saison entschied das Team, in Charlotte zu bleiben und so gab man sich 1960 den Beinamen Checkers. 1973 schloss man sich der Southern Hockey League an, wo sie bis zur Schließung der Liga im Jahr 1977 spielten.
Von 1993 bis 1998 stand John Marks als Cheftrainer hinter der Bande und qualifizierte sich mit dem Team fünf Mal in Folge für die Play-offs. Nachdem die Mannschaft in den ersten beiden Spielzeiten nach einer positiven Bilanz in der Regular Season in der ersten Playoff-Runde zwei Mal gegen die Greensboro Monarchs gescheitert war, erfolgte in der Saison 1995/96 nach Siegen gegen die Roanoke Express, South Carolina Stingrays, Tallahassee Tiger Sharks und Jacksonville Lizard Kings der Gewinn des Riley Cup. Torhüter Nick Vitucci wurde als bester Spieler der Endrunde als Riley Cup Playoffs Most Valuable Player ausgezeichnet.
Am 10. Februar 2010 gab der Franchise-Besitzer Michael Kahn bekannt, dass er erfolgreich das AHL-Franchise Albany River Rats erworben habe. Mit Beginn der Saison 2010/11 nahmen die Checkers den Platz der River Rats in der American Hockey League ein. Der Hintergrund des Erwerbs war, dass die River Rats mit ihrer Ansiedlung im Bundesstaat New York keinen Profit abwerfen und der Bundesstaat North Carolina in dieser Hinsicht als lukrativerer Markt für das Team gilt.

## Saisonstatistik
Legende: Sp. = Spiele, S = Siege, N = Niederlagen, U = Unentschieden, NNV = Niederlage nach Verlängerung, PNL = Niederlage nach Penaltyschießen, Pkt. = Punkte, PCT = Siegquote, GF = Geschossene Tore, GA = Gegentore, PIM = Strafminuten
| Saison  | Liga | Division  | Sp.  | S   | N   | U  | NNV | PNL | Pkt. | PCT   | GF   | GA   | PIM   | Trainer                      | Ergebnis                                |
| 1993/94 | ECHL | East      | 68   | 39  | 25  | 0  | 4   | 0   | 82   | 0.574 | 281  | 271  | 1519  | John Marks                   | In der 1. Runde ausgeschieden           |
| 1994/95 | ECHL | East      | 68   | 37  | 22  | 0  | 9   | 0   | 83   | 0.544 | 274  | 261  | 1949  | John Marks                   | In der 1. Runde ausgeschieden           |
| 1995/96 | ECHL | East      | 70   | 45  | 21  | 0  | 4   | 0   | 94   | 0.643 | 294  | 250  | 2251  | John Marks                   | Meisterschaft                           |
| 1996/97 | ECHL | East      | 70   | 35  | 28  | 7  | 0   | 0   | 77   | 0.550 | 271  | 267  | 1799  | John Marks                   | In der 1. Runde ausgeschieden           |
| 1997/98 | ECHL | Southeast | 70   | 35  | 24  | 11 | 0   | 0   | 81   | 0.579 | 251  | 237  | 1662  | John Marks                   | In der 2. Runde ausgeschieden           |
| 1998/99 | ECHL | Southeast | 70   | 29  | 30  | 11 | 0   | 0   | 69   | 0.493 | 221  | 262  | 1264  | Shawn Wheeler                | Nicht für die Playoffs qualifiziert     |
| 1999/00 | ECHL | Northeast | 70   | 25  | 38  | 0  | 7   | 0   | 57   | 0.357 | 186  | 254  | 1680  | Shawn Wheeler, Don MacAdam   | Nicht für die Playoffs qualifiziert     |
| 2000/01 | ECHL | Northeast | 72   | 34  | 26  | 12 | 0   | 0   | 80   | 0.556 | 247  | 252  | 1416  | Don MacAdam                  | In der 2. Runde ausgeschieden           |
| 2001/02 | ECHL | Northeast | 72   | 41  | 20  | 11 | 0   | 0   | 93   | 0.646 | 256  | 207  | 1599  | Don MacAdam                  | In der 2. Runde ausgeschieden           |
| 2002/03 | ECHL | Northeast | 72   | 41  | 28  | 3  | 0   | 0   | 85   | 0.590 | 262  | 234  | 1735  | Don MacAdam                  | Nicht für die Playoffs qualifiziert     |
| 2003/04 | ECHL | Southern  | 72   | 31  | 32  | 9  | 0   | 0   | 71   | 0.493 | 206  | 230  | 1460  | Don MacAdam, Derek Wilkinson | Nicht für die Playoffs qualifiziert     |
| 2004/05 | ECHL | East      | 72   | 39  | 26  | 7  | 0   | 0   | 85   | 0.590 | 226  | 219  | 1301  | Derek Wilkinson              | In der 3. Runde ausgeschieden           |
| 2005/06 | ECHL | South     | 72   | 33  | 34  | 5  | 0   | 0   | 71   | 0.493 | 232  | 254  | 1634  | Derek Wilkinson              | In der 3. Runde ausgeschieden           |
| 2006/07 | ECHL | South     | 72   | 42  | 27  | -- | 1   | 2   | 87   | 0.583 | 252  | 220  | 1546  | Derek Wilkinson              | In der 2. Runde ausgeschieden           |
| 2007/08 | ECHL | South     | 72   | 34  | 31  | -- | 1   | 6   | 75   | 0.472 | 212  | 229  | 1276  | Derek Wilkinson              | In der 1. Runde ausgeschieden           |
| 2008/09 | ECHL | South     | 72   | 34  | 29  | -- | 2   | 6   | 76   | 0.535 | 217  | 224  | 1332  | Derek Wilkinson              | In der 1. Runde ausgeschieden           |
| 2009/10 | ECHL | South     | 72   | 43  | 21  | -- | 4   | 4   | 94   | 0.653 | 253  | 223  | 1554  | Derek Wilkinson              | In der 2. Runde ausgeschieden           |
| Totals  | 1    | 5         | 1206 | 617 | 462 | 76 | 32  | 18  | 1360 | 0.511 | 4141 | 4094 | 27082 | 4                            | 13/17 Playoffteilnahme, 1 Meisterschaft |

## NHL-Spieler
- Eric Boulton (1996–98)
- Peter Worrell (2005/06)
- Daniel Girardi (2005/06)

## Gesperrte Nummern
- 4 – Kurt Seher

## Rekorde
Saison
- Meiste Tore: 48 Sergei Berdnikow (1993/94)
- Meiste Assists: 61 Matt Robins (1994/95), Scott King (2000/01), Kevin Hilton (2000/01)
- Meiste Punkte: 101 Scott King (2000/01)
- Strafminuten: 352 Eric Boulton (1996/97)

Karriere
- Meiste Tore: 174 (Darryl Noren, 1994/00)
- Meiste Assists: 229 (Darryl Noren, 1994/00)
- Meiste Punkte: 403 (Darryl Noren, 1994/00)
- Strafminuten: 669 (Steve MacIntyre, 2003/06)